# Bang Bang (telenovela)
Bang Bang é uma telenovela brasileira produzida e exibida pela TV Globo de 3 de outubro de 2005 a 21 de abril de 2006, em 173 capítulos. Substituiu A Lua Me Disse e foi substituída por Cobras & Lagartos, sendo a 69ª "novela das sete" exibida pela emissora.
Mário Prata desenvolveu a sinopse e escreveu os primeiros 34 capítulos da trama, porém teve que se desligar do projeto por problemas de saúde, passando a autoria para Carlos Lombardi, que deu continuidade a história. A colaboração foi de Ana Ferreira, Antonio Prata, Reinaldo Moraes, Chico Mattoso, Filipe Miguez e Márcia Prates, com direção de Paulo Silvestrini, Cláudio Boeckel, Ary Coslov e Carlo Milani. A direção geral foi de José Luiz Villamarim e a direção de núcleo foi de Ricardo Waddington.
Contou com Bruno Garcia, Fernanda Lima, Carol Castro, Giulia Gam, Marco Ricca, Guilherme Berenguer, Alinne Moraes, Fernanda de Freitas, Ney Latorraca, Marisa Orth, Joana Fomm, Guilherme Fontes e Mauro Mendonça nos papéis principais..

## Enredo
O novo xerife de Albuquerque, uma pequena cidade do Velho Oeste, é encontrado morto por Gogol e Rush, antes de assumir o cargo. Eles resolvem então tomar posse da carta de apresentação e da estrela, um deles se fazendo passar pelo xerife morto.  O progresso está chegando à cidade, atraindo novos moradores em busca de um futuro melhor. A caminho da cidade está também Ben Silver, um forasteiro misterioso que vem buscar vingança pela chacina de sua família que, vinte anos antes, fora executada por Paul Bullock. Por acaso, Ben acaba conhecendo Diana, filha de Paul, e encanta-se pela moça, sem saber do parentesco dela com o homem a quem quer matar.

## Elenco

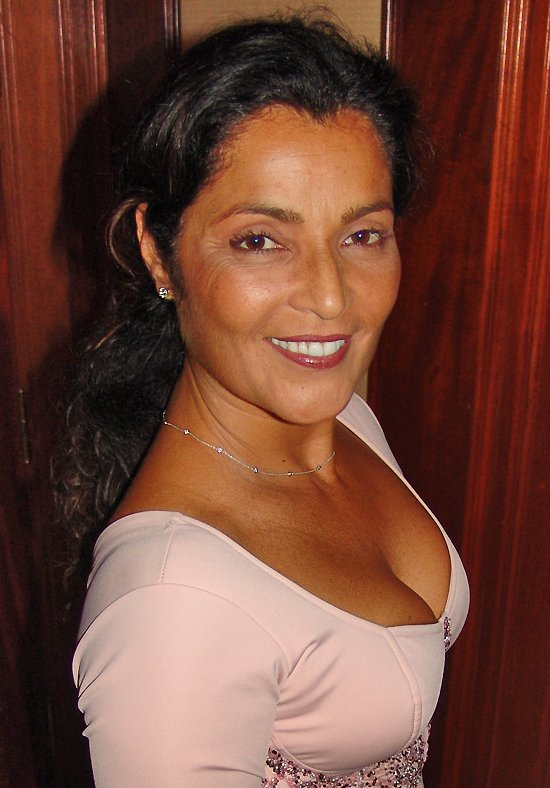
Angelina Muniz interpretou Violeta Bolívar

| Intérprete           | Personagem                          |
| -------------------- | ----------------------------------- |
| Bruno Garcia         | Benjamin Silver (Ben)               |
| Fernanda Lima        | Diana Bullock                       |
| Mauro Mendonça       | Paul Jonathan Bullock               |
| Carol Castro         | Mercedita Bolívar                   |
| Giulia Gam           | Molly Flanders (Vegas Locomotiv)    |
| Guilherme Fontes     | Jeff Wall Street                    |
| Alinne Moraes        | Penny McGold Lane                   |
| Guilherme Berenguer  | Neon Bullock                        |
| Fernanda de Freitas  | Catty McGold Evans                  |
| Joana Fomm           | Miriam Viridiana McGold             |
| Marisa Orth          | Ursula McGold Lane                  |
| Ney Latorraca        | Aquarius Lane                       |
| Marco Ricca          | Xerife Edgard Stuart / Patrik Gogol |
| Daniele Suzuki       | Yoko Bell                           |
| Ricardo Tozzi        | Dr. Harold Phinter (Lobo)           |
| Babi Xavier          | Marilyn Corroy                      |
| Rodrigo Lombardi     | Constantino Zoltar                  |
| Kadu Moliterno       | Jesse James / Denaide Johnson       |
| Evandro Mesquita     | Billy the Kid / Henaide Johnson     |
| Angelina Muniz       | Violeta Bolívar                     |
| Genézio de Barros    | Javier Bolívar                      |
| Sidney Magal         | Clayton Lake / Zorro                |
| Cris Bonna           | Dorothy McGold Evans                |
| Jairo Mattos         | Donald Evans (Dong Dong)            |
| Nair Bello           | Leona Lake (Dona Zorra)             |
| Eliezer Motta        | Tonto Comanche                      |
| Thalma de Freitas    | Regina da Silva (Baiana)            |
| Paulo Miklos         | Kid Cadillac                        |
| Roney Facchini       | Nicola Felinni                      |
| Humberto Carrão      | Pablito Bolívar                     |
| Mauren Mcgee         | Thabata Corroy                      |
| Raphael Rodrigues    | Frederic Smith (Fred Bike-Boy)      |
| Ariela Massoti       | Brenda Lee Flanders                 |
| Anderson Lau         | Sheng Leng Junior                   |
| Renato Borghi        | Dom Ernest                          |
| Felipe Cardoso       | Don                                 |
| Cosme dos Santos     | Rush                                |
| Renato Consorte      | Padre Jeremy Hacker                 |
| Maria Helena Velasco | Bizerra                             |
| Rui Rezende          | Jack Label                          |
| Tatiana Monteiro     | Elga Andersen                       |
| Roumer Calhães       | Absurd Boy                          |

### Participações especiais
| Intérprete           | Personagem                      |
| -------------------- | ------------------------------- |
| Tarcísio Meira       | John McGold                     |
| Betty Lago           | Jane Calamidade                 |
| Marcos Pasquim       | Crazy Jake                      |
| Murilo Rosa          | Josh Lucas                      |
| Iran Malfitano       | Mac Mac                         |
| Luiz Melodia         | Sam Smith                       |
| Cláudia Lira         | Diva                            |
| Jece Valadão         | Joe Wayne                       |
| Carlos Bonow         | Hector                          |
| Carla Marins         | Alba                            |
| André Bankoff        | Peter Benett (Pete)             |
| Ernani Moraes        | Frank Black Heart / Dolores Day |
| Roberta Gualda       | Polly                           |
| Zé Carlos Machado    | Armstrong                       |
| Luciana Braga        | Viúva Clark                     |
| Bianca Byington      | Viúva Jones                     |
| Luca de Castro       | Campino                         |
| Fábio Lago           | Tim Jones                       |
| Fernanda Rodrigues   | Daisy                           |
| Alice Borges         | Irmã Socorro                    |
| Ida Gomes            | Irmã Encarnación                |
| Cláudia Borioni      | Madre Superiora                 |
| Flávia Monteiro      | Samanta                         |
| Grace Gianoukas      | Esmeralda                       |
| Julio Rocha          | Baby Face                       |
| Joana Limaverde      | Lana                            |
| Mário Gomes          | Xerife Greg Taylor              |
| Alexandre Zacchia    | Fidel                           |
| Andréa Leal          | Anastácia                       |
| Carl Schumacher      | Coppola                         |
| Castro Gonzaga       | Dr. Freud                       |
| Dary Reis            | Bandido                         |
| Ted Boy Marino       | Bandido                         |
| Eduardo Dussek       | Rick Von Kristoff               |
| Elias Gleizer        | Bispo                           |
| Eucir de Souza       | Fox                             |
| Fábio Herford        | Washington                      |
| Guilherme Piva       | Ricky / Smith                   |
| Juliana Guimarães    | Fiona                           |
| Larissa Bracher      | Jéssica                         |
| Leona Cavalli        | Pistoleira                      |
| Leonardo Neto        | Jack Seca Cangote               |
| Lionel Fischer       | Philip                          |
| Licurgo Spínola      | Xerife Jordan                   |
| Alexandre Schumacher | Policial                        |
| Maria Regina         | Dona do Rancho Sodoma           |
| Nica Bonfim          | Mamma Jack                      |
| Ricardo Duque        | Bob                             |

## Produção
Mario Prata concebeu os primeiros esboços de Bang Bang em 1987 enquanto escrevia a novela Helena na Rede Manchete, onde também pretendia levar ao ar a nova trama. A novela chegou a ser aprovada por José Wilker, diretor de teledramaturgia na época, e teria direção de Luiz Fernando Carvalho, porém Mario acabou não tendo o contrato renovado e o projeto foi abandonado. Em 1990 a novela foi aprovada no SBT para substituir Cortina de Vidro, onde seria dirigida por Walter Avancini e produzida pela Manduri Filmes. Mario queria como protagonistas José Wilker e Giulia Gam – ambos da TV Globo, que não aceitaram a proposta. A novela, porém, foi cancelada pela crise pela qual passava a emissora, que preferiu levar ao ar Brasileiras e Brasileiros, telenovela de baixo custo e que encerraria a produção na teledramaturgia por alguns anos.
Na sequência, o autor negociou a obra com a emissora espanhola Antena 3, negociação esta que não avançou. Em 1995, quando foi contratado pela Band, o autor chegou a apresentar o projeto, porém a emissora não aprovou e o direcionou a escrever a telenovela O Campeão. Apenas em 2005 Mario teve a oportunidade de finalmente produzir a telenovela, quando a apresentou aos executivos da Globo e a trama foi aprovada. As gravações das primeiras cenas aconteceram nas zonas desérticas de San Pedro de Atacama, no Chile, que simulou os desertos estadunidenses.

### Troca de autor e alterações
Em 13 de outubro, apenas dez dias após o início da trama, Mario Prata precisou deixar a novela devido a um grave problema de saúde, tendo entregue apenas 34 capítulos. Os colaboradores tiveram que finalizar os textos destes capítulos. Em 2 de novembro Carlos Lombardi assumiu o cargo de autor, a princípio temporariamente. Em dezembro, a direção avaliou que Mario não tinha condições de saúde para voltar ao trabalho e Carlos seguiu escrevendo a trama até o final. A trama, que era pautada até então nos gêneros romance e drama, passou a apostar na comédia com o novo autor, mudando drasticamente o rumo dos acontecimentos. Questionado sobre o motivo de alterar a proposta original da obra, Carlos considerou que Bang Bang fugia da realidade do velho oeste original e soava tão falsa, que apenas uma comédia salvaria a situação: "Parece que estamos vendo novela com as pessoas fantasiadas. Se vai manter esse visual, esse figurino, essa proposta falsa do lugar e do tempo que não existe, não dá para ter personagem que não faça comédia".
Carlos – descontente com o trabalho de Mario até então, e considerando seus personagens "chatos" ao ponto de não conseguir trabalhá-los sem mudar totalmente o perfil – chegou a propor que a história passasse por um terremoto que mataria a maior parte da população da cidade, avançando vinte anos no tempo, quando os descendentes dos personagens originais dariam sequência na trama. Porém a direção recusou a ideia, alegando que isso geraria altos custos de efeitos especiais e problemas para escalar um novo time para o elenco. Carlos planejava matar o protagonista Ben no final da novela, porém desistiu da ideia após interferência da direção. Por conta da baixa audiência, a novela teve a duração dos capítulos reduzida de 60 para 45 minutos e teve três intervalos comerciais a menos que a antecessora, pela falta de patrocinadores. Além disso a trama foi encurtada em 30 capítulos.

### Escolha do elenco
Fernanda Lima, que havia sido contratada para cobrir a licença-maternidade de Angélica no Vídeo Game, realizou os testes para a protagonista em junho, sendo aprovada para o cargo. Perfeito Fortuna chegou a ser confirmado no papel do dono do circo Nicola, porém o papel acabou passando para Roney Facchini. Guilherme Berenguer e Daniele Suzuki deixaram o elenco da décima segunda temporada de Malhação a  pedido do autor especialmente para integrarem Bang Bang. Angelina Muniz foi outro pedido do autor, uma vez que a atriz estava em outros canais nos últimos 15 anos. Para reforçar o elenco, alguns atores foram anexados a trama na reta final, como Murilo Rosa, que interpretava um cowboy atrapalhado interessado na protagonista, e Cláudia Lira, no papel da ex-namorada de Ben. Betty Lago também entrou para interpretar outra personagem real, a fora-da-lei Jane Calamidade. Iran Malfitano entrou para interpretar Mac Mac, que atrapalhava o relacionamento de Penny e Neon. Já Marcos Pasquim entrou no papel do mulherengo Crazy Jake, que se interessava por Mercedita.

## Recepção
A trama foi considerada pela imprensa como um fracasso pela baixa qualidade da história e repercussão pífia.
Bang Bang recebeu críticas massivamente negativas dos profissionais especializados. Mônica Bergamo, da Folha de S.Paulo, publicou que a novela era "tosca", com uma cenografia que parecia de brincadeira e tinha uma abordagem não-realista, uma vez que o autor poupava até os bandidos da morte para não chocar o público, contrastando com a verdade do velho oeste, acrescentando ainda que a novela destoava dos bons trabalhos que a emissora fazia naquele momento.
Dolores Orosco, da revista Isto É, declarou que a novela tinha tudo para dar certo, mas pecou ao apostar em uma protagonista sem experiência e na falta de humor inteligente, chamando a história de fiasco e fazendo uma analogia de que era uma "bala perdida" que não atingiu o público.
Ricardo Valladares, da revista Veja, qualificou a novela como "um dos maiores micos já exibidos", alegando que a mistura de faroeste com gírias cariocas era ridícula, os protagonistas fracos e sem uma trama convincente. O jornalista ainda questionou o motivo da emissora manter no ar a novela "que já nasceu condenada", fazendo uma comparação com as produções internacionais, que eram canceladas drasticamente em busca de um resultado melhor, e alegando que a própria emissora já tinha cortado pela metade As Filhas da Mãe, quatro anos antes. Finalizou afirmando que "qualquer coisa continua sendo melhor do que assistir a Bang Bang".
Taíssa Stivanin, do jornal Estadão, avaliou que a novela era politicamente correta demais para abordar o violento velho oeste, dizendo também que o humor era "sem graça" e "patético" por misturar a temática com gírias cariocas. Nilson Xavier, do portal UOL, declarou que a novela era confusa e que não tinha uma história, avaliando que as as piadas com referências aos anos 1960 eram sem graça e o ritmo da trama era lento. Alberto Rocha, do Purebreak, disse que "absolutamente nada" deu certo na novela.

## Audiência
A estreia da novela teve média de 37 pontos e 57% de participação, representando cinco pontos a mais que a estreia da antecessora, A Lua Me Disse. No final da primeira semana a novela já marcava apenas 31 pontos e na semana seguinte acumulava 29. A queda coincidiu com a reta final de Essas Mulheres, na RecordTV, que chegava a marcar entre 12 e 14 pontos. Com a estreia de Prova de Amor, também na RecordTV, a situação de Bang Bang se agravou, e em 23 de novembro chegou a marcar 21 pontos contra 18 da concorrente. Em 18 de janeiro a trama da RecordTV bateu 25 pontos e atingiu o primeiro lugar. Bang Bang chegou a ser a menor audiência de novelas da emissora, perdendo para a "novela das seis" Alma Gêmea e para as décima segunda e décima terceira temporada  de Malhação, que permaneceram acima dos 30 pontos.
No último capítulo, a novela surpreendeu ao marcar 34 pontos. Bang Bang teve média geral de 27 pontos, sendo a pior audiência no horário das 19 horas até então e a segunda pior da década de 2000, superior apenas a Três Irmãs de Antônio Calmon, com 24 pontos.

## Exibição

### Outras Mídias
Nunca reprisada, foi disponibilizada na íntegra no Globoplay em 15 de julho de 2024, como parte do Projeto Resgate.

## Trilha sonora
A trilha sonora reuniu canções em português e inglês, trazendo Fernanda Lima ilustrando a capa do álbum. O rapper Black Alien compôs a faixa "Coração do Meu Mundo" especialmente para Fernanda.
Lista de faixas
| N.º | Título                   | Música               | Personagem tema                      | Duração |  |
| 1.  | "Last Ride"              | The Bambi Molesters  | Geral                                | 3:43    |  |
| 2.  | "De Perto"               | Paralamas do Sucesso | Ben e Diana                          | 3:25    |  |
| 3.  | "Nós Dois"               | Luiz Melodia         | Javier e Violeta / Aquarius e Úrsula | 3:31    |  |
| 4.  | "Canção Agalopada"       | Zé Ramalho           | Ben                                  | 3:16    |  |
| 5.  | "Balada do Céu Negro"    | Zeca Baleiro         | Mercedita                            | 3:42    |  |
| 6.  | "Tempos de Cowboy"       | Blitz                | Denaide e Henaide                    | 3:20    |  |
| 7.  | "Coração do Meu Mundo"   | Black Alien          | Diana                                | 3:47    |  |
| 8.  | "Os Dois No Ar"          | Paulo Miklos         | Penny e Neon                         | 3:45    |  |
| 9.  | "Não Resisto a Nós Dois" | Wanessa Camargo      | Ben e Diana                          | 3:45    |  |
| 10. | "Big Blue Sea"           | Bob Schneider        | Harold e Yoko                        | 3:20    |  |
| 11. | "Love Me Tender"         | The Originals        | Catty                                | 3:24    |  |
| 12. | "Quem, Além de Você?"    | Leoni                | Penny e Neon                         | 3:15    |  |
| 13. | "I've Been Thinking"     | Supla                | Vegas Locomotive                     | 3:31    |  |
| 14. | "Malaguena"              | The Bambi Molesters  | Abertura                             | 3:38    |  |

## Controvérsias

### Referendo contra as armas
A emissora recebeu diversas críticas por colocar no ar uma telenovela sobre armas e violência exatamente na época em que se votava o referendo sobre a proibição de armas de fogo no Brasil, o que gerou controvérsias tanto nos votantes favoráveis, que consideraram que a trama suavizava e tornava "legal" o uso de armas, quanto pelos votantes contrários, que alegavam que a história induzia as pessoas a pensarem que havia muita violência até na televisão. A reação negativa do público gerou um desconforto dentro da emissora, uma vez que boa parte dos atores havia feito campanha pelo desarmamento e não queria ser associado a uma possível "glamorização" da violência. A emissora recebeu cerca de dez mil reclamações, antes mesmo da novela ir ao ar, e a Frente Parlamentar tentou tirar a trama do ar.

### Atuação de Fernanda Lima
Fernanda Lima foi fortemente criticada pela imprensa e pelo público por sua atuação, classificada como "duvidosa" e "fraca" para ter interpretado uma protagonista logo em sua estreia. A jornalista Mariana Kalil, da revista Isto É Gente, publicou uma reportagem intitulada O Fracasso de Fernanda Lima, na qual afirmava que a falta de experiência da modelo fez com que ela não convencesse como atriz, classificada como uma "atuação sofrível", atribuindo a ela o fracasso da trama. Taíssa Stivanin, do jornal Estadão, disse que Fernanda precisava melhorar ainda para atuar tão mal quanto Ricardo Macchi, como o cigano Igor de Explode Coração – que igualmente foi criticado pela atuação. O ator Lima Duarte também criticou a atuação de Fernanda, alegando que a colocaram como protagonista apenas por ser bonita e que ela não tinha talento real para o cargo: "Colocaram a moça [Fernanda Lima], disseram que era bonita. Aí teve de ser atriz e ficou ruim para ela". Para o ator, a única função para atores que são escolhidos pela beleza mesmo sem ter talento era atrair o público pela estética e que isso não deveria ser permitido em uma profissão onde muitos profissionais competentes ficam de fora da televisão por não se enquadrarem nos padrões. A emissora chegou a cogitar afastar a atriz da novela na ocasião.
Somente anos depois a atriz se pronunciou, dizendo que ficou extremamente magoada com as críticas que recebeu por Bang Bang e futuramente por Pé na Jaca, e que não retornaria às novelas mais: "Não tinha técnica nenhuma, sofri muito, me entreguei de corpo e alma, mas as coisas não andavam. Chegava em casa deprimida. Não faço mais".

### Reclamação dos atores e outros problemas
Bang Bang passou por vários percalços durante sua exibição, como a reclamação dos atores de que os roteiros estavam sendo entregues com muito atraso. Em março de 2006 Danielle Suzuki revelou em entrevista ao UOL que, em uma das ocasiões, recebeu os textos às 3h30 para gravar a cena às 8h. Marco Ricca pediu para sair da novela, descontente com a pouca importância de seu personagem, que acabou sendo assassinado para atender ao seu pedido. Pela repercussão negativa da temática com o público, a Playmobil desistiu de lançar uma linha faroreste dos bonecos, temendo que fosse relacionada à novela e atrapalhasse as vendas.